# Buick Limited
Buick Limited var den dyraste och lyxigaste modellen från Buick, den gjordes i två generationer, men den som är mest ihågkommen är den från 1958.